# Драгош I
Дра́гош I (рум. Dragoş I; ? — 1361) — перший воєвода Молдавський. Засновник Молдавської марки у складі Угорського королівства. Представник шляхетного дому гербу Сас. Родоначальник династії Драгошовичів. Точні деталі подій життя невідомі. Походив із Мармарощини. Васал угорського короля. Заклав в долині річки Молдава свою марку-воєводство, привівши туди волохів (між 1345 і 1359). За молдавською літописою легендою дістався туди, переслідуючи тура, зображення якого стало згодом гербом Молдавії. За тією ж легендою обживав новий край спільно з русинами, головою яких виступав Яцько. Заклав міста Байю і Серет, сприяв німецькій колонізації краю. До кінця життя керував Молдавією як маркграф короля Угорщини. Після смерті молдавське воєводство перейшло до сина Саса. За літописом Григорія Уреке Драгош був сином воєводи Богдана.

## Імена
- Дра́гош (рум. Dragoş, церк.-слов. Драгошь, Драгожъ)
- воєвода Драгош (рум. Dragoș Vodă, церк.-слов. Драгошь воевода[1])
- Драгош Засновник

## Біографія
Точних відомостей про життя Драгоша немає. У Слов'яно-молдавському літописі 1359—1504 років (XVI ст.), який містить найдетальніший опис легенди про заснування Молдавії, він згадується як один із «римлян», що отримав маєтки в Мармарощині від «короля Владислава Угорського». Згідно з хронікою, король запросив «римлян» боротися проти татар і після спільної перемоги оселив гостей у Мармарощині.
Дати народження і смерті невідомі. Роки правління 1342—1344. Престол наслідував його син Сас (1344—1348). Після нього молдовський престол належав Богдану I Мушату (1349—1355).
За Дмитром Кантеміром, Драгош походив з давнього молдовського роду, був сином Богдана, а той в свою чергу був сином Іоана, тому усі молдовські та волоські господарі носили перед ім'ям у титулі скорочення (Іо).
Драгош Воде керував Молдавським князівством у період з 1351 до 1353 року. У 1351 році покинув Мармарощину за наказом угорського короля Людовика Ι Великого задля встановлення захисного рубежу проти Золотої Орди. У результаті його кампанії монголи відступили на схід від Дністра.
Після Драгоша Молдовським князівством керував його син Сас (1354 —1358), потім його онук Балк (1359). Він був останнім з нащадків Драгоша на молдовському престолі.

### Заснування Молдавії

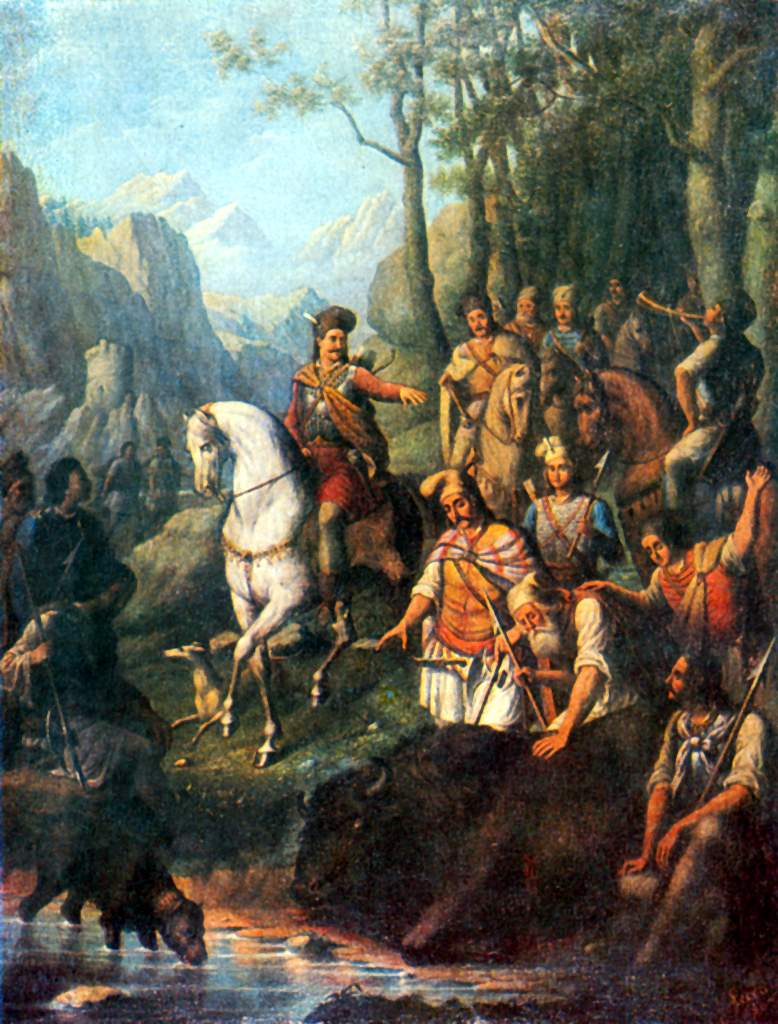
Драгош полює на тура

В 14 ст території Молдови та Буковини були зайняті татарськими ордами, які часто переходили кордони та нападали на сусідню Угорщину. Угорський король Людовик Анжуйський (з 1342) здійснював проти них військові походи. Під час такого походу волохи з Мармарощини під доводом свого воєводи Драгоша були в перших рядах. На звільнених від татар землях Драгош та його люди отримали дозвіл поселитися і Драгош був обраний воєводою.
За молдовською легендою ця подія відбулася під час правління угорського короля Владислава (Ласло), який сам на чолі війська в якому були також волохи, розбив татар і відігнав їх за Дністер. За це він дозволив волохам поселитися в Мармарощині. Звідси вже король дозволив їм поселятися на пустих, звільнених від татар землях і обрати собі за воєводу Драгоша.
За угорською легендою , яка записана в Дубинському літописі, сам король Св. Ладіслав допоміг християнам під час походу Людовика проти татар, перемогти їх.
За іншою поширеною легендою Драгош під час полювання переслідуючи тура, прийшов з Мармарощини на молдовські землі, де він в місцевості Борени (рум. — тур) забив тура. Йому сподобались ці родючі землі і він з своїми людьми перейшов сюди і заснував Князівство, а за герб взяв голову тура.
В угорському літописі вказано, що Людовик I Анжуйський здійснював похід проти турків перед 1344, в якому йому допомагав семиградський воєвода Андреас, який з 1343 був воєводою Семигороддя. Вже в 1349 в молдовському списку воєводів на третьому місці знаходився воєвода Богдан, як молдовський воєвода. Його попередники Драгош був 2 роки, а Сас був 4 роки воєводою.
Молдовське князівство мало свій початок в Буковині, першою відомою з письмових джерел столицею була Сучава. Всі пам'ятки перших молдовських князів знаходяться в Буковині.
На пам'ять про Драгоша залишилася місцевість «Кампул луй Драгос» на р. Серет (поле Драгоша). За переказами в Воловці біля Радівців, була дерев'яна церква, яку він заклав.
Був похований у Воловці.
За літописом Григорія Уреке: Богдан Вода→ син Драгош Вода→ син Сас Вода→ син Лацко Вода, Богдан Вода (6 років), Петро Вода син Мушата (16 років)→ Роман Вода (3 p.)→ Степан Вода

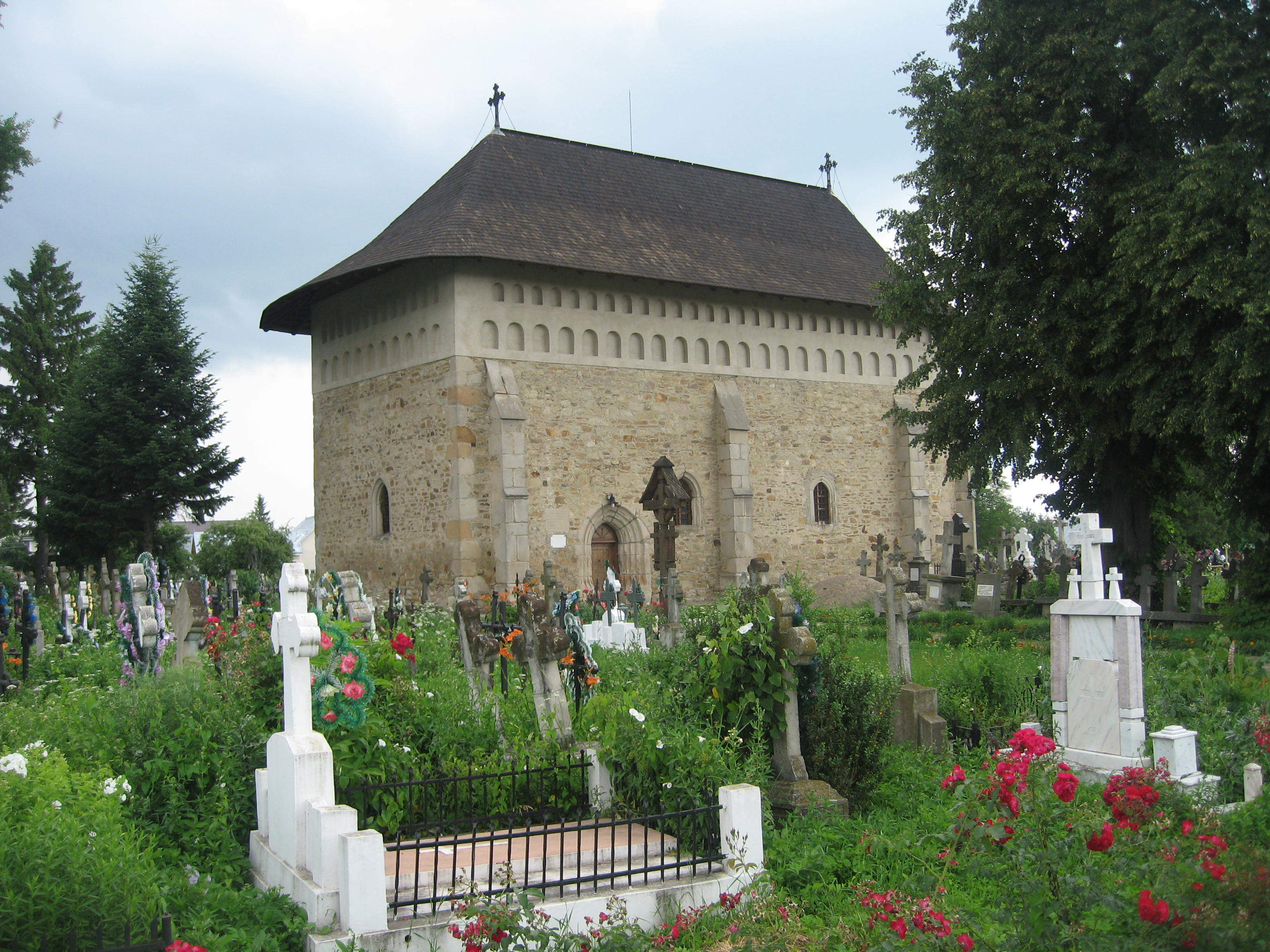
Готична церква в Воловці

## Спадщина
- Драгошу присвячена легенда, згідно з якою він є засновником міста Ватра-Дорней (рум. Vatra Dornei), названого на честь гарної пастушки, яку він зустрів на місці теперішнього міста.
- У 1346 році Драгош керував будівництвом дерев'яної церкви в Путні (рум. Putna). Церква була відновлена в 1468 році Стефаном ΙΙΙ Великим.
- Згідно з легендою, Молдова була заснована в результаті полювання Драгоша на зубра. Саме тому голова зубра зображена на гербі Молдови.

## Цікавий факт
- Далекими нащадками Драгоша є представники роду Рахманінових, у тому числі й відомий композитор Сергій Рахманінов.

### Монографії
- Spinei, V. Moldavia in the 11th–14th Centuries. Bucharest: Editura Academiei Republicii Socialiste Româna, 1986.
- Vékony, G. Dacians, Romans, Romanians. Matthias Corvinus Publishing, 2000. ISBN 1-882785-13-4.
- Андрущак В. Е., Бойко П. А. и др. История Республики Молдова. С древнейших времен до наших дней. Ассоциация учёных Молдовы им. Н. Милеску-Спэтару. — Изд. 2-е, перераб. и доп. — Кишинёв: Elan-Poligraf, 2002. — 360 с. ISBN 9975-9719-5-4
- Стати В. История Молдовы. Кишинёв: Tipografia Centrală, 2002. — 480 с. ISBN 9975-9504-1-8.
- Мохов Н. А. Формування молдовського народу і утворення Молдовської держави, Киш., 1959.